# Du Jing
Du Jing (en chino: 杜婧; Anshan, 23 de junio de 1984) es una deportista china que compitió en bádminton, en la modalidad de dobles.
Participó en los Juegos Olímpicos de Pekín 2008, obteniendo una medalla de oro en la prueba de dobles (junto con Yu Yang). Ganó tres medallas en el Campeonato Mundial de Bádminton entre los años 2006 y 2010.

## Palmarés internacional
| Juegos Olímpicos   | Juegos Olímpicos  | Juegos Olímpicos  | Juegos Olímpicos |
| Año                | Lugar             | Medalla           | Prueba           |
| ------------------ | ----------------- | ----------------- | ---------------- |
| 2008               | Pekín (China)     | Medalla de oro    | Dobles           |
| Campeonato Mundial |                   |                   |                  |
| Año                | Lugar             | Medalla           | Prueba           |
| 2006               | Madrid (España)   | Medalla de bronce | Dobles           |
| 2009               | Hyderabad (India) | Medalla de bronce | Dobles           |
| 2010               | París (Francia)   | Medalla de oro    | Dobles           |